# Émile Spencer
Pour les articles homonymes, voir Spencer.
Alexis-Xavier Spencer-Owen dit Émile Spencer ou William Schitt's, né le 24 mai 1859 à Ixelles et mort le 24 mai 1921 à Nanterre, est un compositeur français.

## Biographie
Émile Spencer compose près de deux mille-six-cents chansons de la fin du XIXe siècle et du début du XXe siècle, sur des paroles, entre autres, d'Eugène Joullot, Eugène Rimbault, Antoine Queyriaux, Émile Duhem ou Eugène Héros et interprétées par Charles Reschal, Valentine Valti, Éléonore Bonnaire, Sarah Bernhardt, Berthe Sylva, Charlus, etc.
Son œuvre la plus connue reste une polka-mazurka au piano nommée La marche des collégiens. Il existe plusieurs enregistrements de ses chansons incluses dans des compilations comme L'Âge d'or de la chanson grivoise (1961) ou Berthe Sylva chante (1968).
De nombreux motifs de Petrouchka d'Igor Stravinsky sont empruntés à sa composition Elle avait une jambe de bois, ce qui déclencha des controverses pour plagiat, l’œuvre de Spencer étant alors toujours sous droits d'auteur. En 1932, un dixième des parts de Petrouchka seront reversés aux ayants-droit. Il est inhumé au cimetière du Centre de Nanterre (7e division) dans une tombe refaite à neuf.

## Chansons
- Les P'tits Pois de Dranem
- Aux pays de Mireille[4]
- En r'venant de Suresnes[5],[6]
- Le joyeux Pochard !, chansonnette de Louis Schmoll, 1900
- Petite Fleur de France, paroles de Henri Maheu et Léo-Pold.
- Quelle joyeuse famille, paroles de Delormel et Garnier, 1893
- Chanson écrite par Léo Lelièvre sur musique d'Émile Spencer 
  - 1896 : La chanson des rêves
- Chansons écrites par Théodore Botrel sur musique d’Émile Spencer
  - 1891 : La rose à Rose, Le professeur de piano, La femme aussi, Le Duc et la bergère, La complainte du magistrat, Mes sœurs jumelles
  - 1892 : Mon beau frère
  - 1893 : Ca ne prouve rien, Samson, La culotte du menuisier, Lou Lou y est-tu ?
  - 1894 : Sa bicyclette
  - Djumet-Djumet, musique d'Émile Spencer et paroles de François Loriaux